# The Slavey Student
The Slavey Studen è un cortometraggio muto del 1915 diretto da John H. Collins.

## Produzione
Il film fu prodotto dalla Edison Company.

## Distribuzione
Distribuito dalla General Film Company, il film - un cortometraggio in tre bobine - uscì nelle sale cinematografiche statunitensi il 27 agosto 1915.